# Михаил Строгов
«Михаил Строгов» (фр. Michel Strogoff, встречается вариант перевода «Курьер царя») — приключенческий роман Жюля Верна, написанный в 1874—1875 годах. Печатался в виде фельетона на страницах журнала Magasin d’éducation et de récréation с января по декабрь 1876 года. 25 ноября того же года вместе с рассказом «Драма в Мексике» выпущен отдельным изданием у П.-Ж. Этцеля с шестью иллюстрациями Жюля Фера.
У романа нет исторической основы. Некоторые исследователи считают, что под именем Феофар-хана Жюль Верн описал Кенесары-хана, который действительно поднимал восстание против российских властей в 1840-х годах. Однако восстанием Кенесары Касымова была охвачена территория Казахстана. В романе же восставшие захватывают всю Сибирь от Урала до Иркутска.

## Сюжет
Михаил Петрович Строгов — курьер на службе у царя Александра II (в романе точно не указан российский император). Когда татарский хан Феофар, могущественный правитель Средней Азии (возможно, что также Казахстана и Сибири), поднимает восстание на востоке Сибири, Строгов по поручению царя отправляется в Иркутск. Задача Строгова — предупредить губернатора Иркутска, родного брата царя, о готовящемся против него заговоре и государственной измене Ивана Огарёва. По пути он встречает Надежду Васильевну (Надю) Фёдорову, Гарри Блоунта — репортёра английской газеты — и журналиста французской газеты Алсида Жоливе. Блоунт и Жоливе едут почти той же дорогой, что и Михаил, постоянно разъезжаясь и встречаясь по пути. Вскоре Михаил и Надя попадают в плен к возглавляемому Иваном Огарёвым отряду татар. Их обвиняют в шпионаже. По приговору хана Феофара Михаила в соответствии с татарскими законами ослепляют, проведя ему по глазам раскалённой саблей (в конце оказывается, что благодаря счастливой случайности зрение у Михаила всё же сохранилось). Вскоре Наде и Михаилу удаётся бежать, и они с помощью одного из сибирских крестьян добираются до Иркутска, где успевают предупредить губернатора. Российские войска наносят поражение Феофар-хану. Михаил в схватке убивает предателя Ивана Огарёва. В финале Михаил и Надя женятся.

## История создания
Хотя в романе описываются события, современные его написанию, они представляют собой весьма вольные фантазии по довольно отдалённым поводам (в 1875 году в Ходженте в самом деле вспыхнуло восстание против российской власти, но от Сибири это более чем далеко). Ближе всего книга стоит к появившемуся несколько позднее «руританскому» поджанру приключенческого романа, где действие перенесено не в Восточную Европу, а в зауральскую Россию.
Жюль Верн описывает татарское нашествие на Сибирь, однако под татарами имеет в виду не казанских или сибирских татар, а среднеазиатские народы (казахи, узбеки, таджики). Актуальность романа была в том, что в то время Российская империя проводила по отношению к Средней Азии активную внешнюю политику и, по мнению автора, нашествие было ответом на экспансию России. Во время написания романа, в 1876 году, Россия ликвидировала Кокандское ханство и взяла под протекторат Хивинское ханство.
Издатель Жюля Верна Пьер-Жюль Этцель был встревожен возможными неприятностями из-за того, что публикация романа совпала с ответственным моментом в российско-французских государственных отношениях. Он прибегнул к серии консультаций с представителями России, в том числе с писателем И. С. Тургеневым. Отвечая на замечания издателя, Жюль Верн писал: «В Ваших пометках есть много ценного. Я всё приведу в порядок, но после того, как получу замечания от Тургенева». Этцель показал набранный текст Тургеневу. Тургенев сделал ряд замечаний и поправок, в частности, в описании татарского нашествия, которое Жюль Верн впоследствии переработал. Этцель, однако, не удовлетворился этим и потребовал от Жюля Верна исключить все подробности, которые могли бы как-то связать действующих лиц с настоящим моментом в истории России. Тем не менее, в отличие от многих других романов Жюля Верна, в России роман был переведён и издан с более чем 20-летней задержкой.

## Адаптации

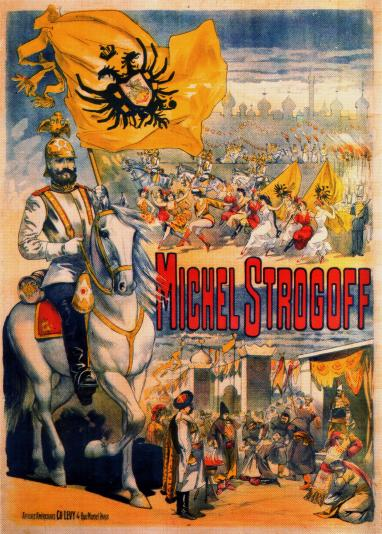
Афиша спектакля «Михаил Строгов». Постановка д'Эннери в театре «Шатле», Париж, 17 ноября 1880 года.

### Полнометражные фильмы
- «Михаил Строгов» (1910), режиссёр — Джеймс Сирл Доули (J. Searle Dawley);
- «Михаил Строгов» (1914), режиссёр — Ллойд Б. Карлтон (Lloyd B. Carleton);
- «Михаил Строгов» (1926), режиссёр — Виктор Туржанский (Viktor Tourjansky);
- «Михаил Строгов» (1914), режиссёр — Жак де Баронселли (Jacques de Baroncelli);
- «Курьер Царя» (Der Kurier des Zaren) (1936), режиссёр — Рихард Эйхберг (Richard Eichberg);
- «Солдат и Леди» (The Soldier and the Lady) (1937) режиссёр — Джордж Николс (George Nichols Jr.);
- «Михаил Строгов» (Michel Strogoff) (1956) режиссёр — Кармине Галлоне (Carmine Gallone);
- «Триумф Михаила Строгова» (Le Triomphe de Michel Strogoff) (1961), режиссёр — Виктор Туржанский (Viktor Tourjansky);
- «Михаил Строгов, курьер царя» (Der Kurier des Zaren) (1970), режиссёр — Эрипрандо Висконти (Eriprando Visconti);
- «Михаил Строгов, курьер царя» (Michele Strogoff — il corriere dello zar) (в России показывался под именем «Эмиссар царя») (1999), режиссёр — Фабрицио Коста (Fabrizio Costa)

### Телесериалы
- «Михаил Строгов» (Miguel Strogof) (1955), Бразилия;
- «Михаил Строгов» (Michel Strogoff) (1975), Франция, режиссёр — Жан-Пьер Декур (Jean-Pierre Decourt) (4 серии)

### Мультипликация
- «Михаил Строгов» (Michel Strogoff) (1997), режиссёр — Брюно-Рене Юше (Bruno-René Huchez);
- «Невероятные приключения Михаила Строгова» (Les Aventures extraordinaires de Michel Strogoff) (2004), режиссёр — Брюно-Рене Юше (Bruno-René Huchez).

### Музыка
- «Михаил Строгов» (Michel Strogoff) («военный дивертисмент», серия пьес для духового оркестра, конец XIX века), Франция, композитор Габриэль Парес
- «Легендарный Михаил Строгов» (2011 г., Франция), режиссёр Нед Дружик.